# Neretto di Bairo
Il Neretto di Bairo, anche chiamato Neretto di San Giorgio, Neret gròss o più semplicemente Neretto, è un vitigno a bacca nera coltivato nel Canavese.

## Storia
A San Giorgio Canavese veniva tradizionalmente unito alle uve di Avarengo, localmente chiamato Muster, molto zuccherine e quindi in grado di permettere una leggera rifermentazione nella  primavera  successiva.  
La produttività modesta o incostante, tuttavia, sono probabilmente la causa dell'abbandono di  questo  vitigno che oggi ha ridotto la sua estensione.

## Zone di coltivazione
È coltivato in Canavese, particolarmente nell'area compresa tra Bairo, San Giorgio Canavese e Valperga.

In diverse zone del Piemonte si ritrovano altri Neretti, ma si tratta di vitigni distinti.

## Caratteristiche ampelografiche
- Tralcio erbaceo rosso-violaceo nella parte dorsale, con internodi lunghi.
- Tralcio lignificato con una caratteristica colorazione rosa scuro violaceo
- Foglie pentagonali o trilobate, con la base delle  nervature  rosata.
- Grappolo maturo cilindrico, con l'ala in evidenza, di dimensioni medie.
- Ali acini blu-nerastri tendenti al grigio, medio-grandi, ellissoidali, con buccia piuttosto spessa e ricchissima di pruina.

Di grande potenza vegetativa, viene allevato spesso a topia con tralci lunghi e ricchi.

Matura nel medesimo periodo del Barbera, da cui si distingue per il maggior equilibrio di componenti e la minore acidità. 
Avendo scarsa resistenza alla pioggia, presenta frequentemente il fenomeno dell'alternanza produttiva; in compenso resiste bene alle malattie.

## Vini ricavati
- In purezza (100% uve Neretto) o con aggiunta di altre uve (max 60% uve Neretto): Canavese rosso, Canavese rosato[2]